# Cupa României 2003/04
Der Cupa României in der Saison 2003/04 war das 66. Turnier um den rumänischen Fußballpokal. Sieger wurde zum elften Mal Titelverteidiger Dinamo Bukarest, das sich im Finale am 6. Juni 2004 gegen Oțelul Galați durchsetzen konnte. Da Dinamo auch die Meisterschaft für sich entscheiden konnte, qualifizierte sich Oțelul für den UEFA-Pokal.

## Modus
Die Klubs der Divizia A stiegen erst in der Runde der letzten 32 Mannschaften ein. Im Achtelfinale fanden alle Spiele auf neutralem Platz statt. Es wurde jeweils nur eine Partie ausgetragen, das Viertel- und Halbfinale wurde in Hin- und Rückspiel entschieden. Fand nur eine Partie statt und stand diese nach 90 Minuten unentschieden oder konnte in beiden Partien unter Berücksichtigung der Auswärtstorregel keine Entscheidung herbeigeführt werden, folgte eine Verlängerung von 30 Minuten, wobei die Golden-Goal-Regel Anwendung fand. Falls danach noch immer keine Entscheidung gefallen war, wurde die Entscheidung im Elfmeterschießen herbeigeführt.

## Sechzehntelfinale
| Datum              |                        | Ergebnis              |                           |
| ------------------ | ---------------------- | --------------------- | ------------------------- |
| 30. September 2003 | Gaz Metan Mediaș       | 0:1                   | Gloria Bistrița           |
| 1. Oktober 2003    | Petrolul Bolintin-Vale | 0:3                   | FC Argeș Pitești          |
|                    | Inter Gaz Bukarest     | 2:5                   | Dinamo Bukarest           |
|                    | Electrica Constanța    | 1:0                   | FCM Bacău                 |
|                    | Chimia Craiova         | 0:4                   | Steaua Bukarest           |
|                    | Dunărea Galați         | 0:2                   | Petrolul Ploiești         |
|                    | Tricotaje Ineu         | 2:1                   | Ceahlăul Piatra Neamț     |
|                    | Oașul Negrești         | 1:2                   | FC Național Bukarest      |
|                    | CS Otopeni             | 3:3 n. V. (4:3 i. E.) | FC Farul Constanța        |
|                    | Dacia Mioveni          | 0:2                   | Politehnica AEK Timișoara |
|                    | Petrolul Moinești      | 2:1                   | FC Brașov                 |
|                    | Jiul Petroșani         | 1:0                   | Universitatea Craiova     |
|                    | Laminorul Roman        | 0:2                   | Oțelul Galați             |
|                    | Pandurii Târgu Jiu     | 0:3                   | Rapid Bukarest            |
|                    | Chimica Târnăveni      | 0:1                   | Apulum Alba Iulia         |
| 8. Oktober 2003    | ACU Arad               | 1:2                   | FC Oradea                 |

## Achtelfinale
| Datum            |                      | Ergebnis             |                           | Ort      |
| ---------------- | -------------------- | -------------------- | ------------------------- | -------- |
| 21. Oktober 2003 | FC Oradea            | 1:0                  | Rapid Bukarest            | Bukarest |
| 22. Oktober 2003 | Gloria Bistrița      | 3:1                  | Electrica Constanța       | Bukarest |
|                  | Dinamo Bukarest      | 5:1                  | CS Otopeni                | Bukarest |
|                  | FC Național Bukarest | 2:3 n. GG (2:2, 1:0) | Oțelul Galați             | Buzău    |
|                  | Apulum Alba Iulia    | 3:2 n. GG (2:2, 0:0) | Jiul Petroșani            | Deva     |
|                  | Tricotaje Ineu       | 02:11                | Politehnica AEK Timișoara | Oradea   |
|                  | Petrolul Ploiești    | 2:1 n. GG (1:1, 1:1) | Steaua Bukarest           | Pitești  |
|                  | FC Argeș Pitești     | 1:0                  | Petrolul Moinești         | Ploiești |

## Viertelfinale
Die Hinspiele fanden am 3. Dezember 2003, die Rückspiele am 17. März 2004 statt.
|                  | Gesamt |                           | Hinspiel | Rückspiel |
| ---------------- | ------ | ------------------------- | -------- | --------- |
| Gloria Bistrița  | 2:1    | Politehnica AEK Timișoara | 1:0      | 1:1 n. GG |
| Dinamo Bukarest  | 9:1    | Petrolul Ploiești         | 7:0      | 2:1       |
| Oțelul Galați    | 2:1    | Rapid Bukarest            | 2:0      | 0:1       |
| FC Argeș Pitești | 5:0    | Apulum Alba Iulia         | 4:0      | 1:0       |

## Halbfinale
Die Hinspiele fanden am 7. April 2004, die Rückspiele am 21. April 2004 statt.
|                  | Gesamt |                 | Hinspiel | Rückspiel |
| ---------------- | ------ | --------------- | -------- | --------- |
| FC Argeș Pitești | 1:2    | Dinamo Bukarest | 1:0      | 0:2       |
| Gloria Bistrița  | 0:5    | Oțelul Galați   | 0:1      | 0:4       |

## Finale
| Paarung         | Dinamo Bukarest – Oțelul Galați |
| Ergebnis        | 2:0 (0:0) |
| Datum           | 6. Juni 2004 |
| Stadion         | Cotroceni-Stadion, Bukarest |
| Zuschauer       | 10.000 |
| Schiedsrichter  | Cristian Balaj (Baia Mare) |
| Tore            | 1:0 Vlad Munteanu (66.) 2:0 Claudiu Niculescu (77.) |
| Dinamo Bukarest | Cristian Munteanu, Cosmin Bărcăuan, Angelo Aristar (90. Ovidiu Burcă), Adrian Iordache, Florentin Petre, Ionuț Badea (55. Vlad Munteanu), Dan Alexa, Iulian Tameș, Dorin Semeghin, Claudiu Niculescu (90. Cristian Cigan), Ștefan Grigorie Cheftrainer: Ioan Andone |
| Oțelul Galați   | Cornel Cernea, Daniel Munteanu, Gheorghe Rohat, Sorin Ghionea, Cornel Dobre, Cosmin Mărginean, Ciprian Danciu (41. Decebal Gheară), Iulian Apostol (60. Aurel Călin), Ștefan Nanu, Bogdan Aldea, Dănuț Oprea (70. Mircea Ilie) Cheftrainer: Sorin Cârțu             |